# 金沢市立明成小学校
金沢市立明成小学校（かなざわしりつ めいせいしょうがっこう、英語: Kanazawa Municipal Meisei Elementary School）は、石川県金沢市瓢箪町に所在する公立小学校。
- 金沢市の中心部にあり、1995年（平成7年）に金沢市立瓢箪町[注釈 1]小学校（1875年〈明治8年〉10月創立[注釈 2]、所在地：金沢市瓢箪町[注釈 1]5番48号[5]）、金沢市立此花町小学校（1914年〈大正3年〉9月創立、所在地：金沢市此花町2番7号）の2校が統合して誕生した。

## 概要
- ドーナツ化現象により金沢市内中心部の児童数が減少したことに伴い、1995年に瓢箪町[注釈 1]小学校、此花町小学校の2校を統合して誕生した小学校である。

## 沿革
《主要な出典：》
- 1995年（平成07年）
  - 4月1日 - 金沢市立明成小学校開校。所在地：金沢市此花町2番7号（旧此花町小学校校舎）。
  - 4月5日 - 開校式挙行。
- 1997年（平成09年）
  - 2月2日 - 校歌制定（作詞・作曲：さだまさし）。
  - 2月22日 - 瓢箪町[注釈 1]5番48号（現在地）に移転。
  - 2月24日 - 新校舎にて授業開始。
  - 9月8日 - 校舎竣工式。
- 1998年（平成10年）1月8日 - 竣工記念「明成の光」の像除幕式。
- 2000年（平成12年）2月21日 - 創立5周年記念、さだまさし来校。
- 2002年（平成14年）4月1日 - モデル校として2学期制を2年間試行[注釈 3]。
- 2004年（平成16年）11月13日 - 創立10周年記念式典を挙行。
- 2006年（平成18年）5月8日 - 地域住民から成る明成小学校安全ボランティア発足。
- 2011年（平成23年）11月29日 - ユネスコスクールに認定。
- 2014年（平成26年）12月6日 - 創立20周年記念式典・記念講演会を挙行。
- 2020年（令和02年）4月13日 - 新型コロナウイルス感染症流行のため金沢市学校一斉臨時休業措置（同年5月31日まで）。
- 2024年（令和06年）4月1日 - 金沢市立馬場小学校と統合。同日、馬場小学校を廃止[8]。

## 学区
尾張町2丁目（6番1号～6番21号、16番11号～16番38号に限る。）、彦三町1丁目（2番2号～2番17号、3番、4番3号～4番31号、5番～17番に限る。）、彦三町2丁目（(1番、2番4号～2番16号、3番～13番に限る。）、安江町（1番11号～1番31号、2番～11番1号、11番35号～12番2号、12番34号～13番2号、13番29号～13番32号、14番6号～14番19号、15番1号、15番2号、15番7号～19番14号に限る。）、本町1丁目（2番1号～2番4号、2番47号～3番3号、3番25号～11番に限る。）、本町2丁目（15番～17番、18番16号～18番30号、19番、20番に限る。）、木ノ新保7番丁、木ノ新保町、堀川新町、堀川町、此花町、笠市町、瓢箪町、西堀川町、東山1丁目（2番～16番、23番～32番に限る。）、東山2丁目（1番～11番28号、14番17号～14番44号、21番～24番、25番41号～25番58号、27番、28番に限る。））、東山3丁目（6番12号を除く。）、卯辰町、鶯町、子来町、八幡町、小橋町（1番12号～2番2号、2番42号～3番3号、3番7号～4番、5番19号～6番9号、6番30号～6番36号に限る。）、森山1丁目（1番1号、1番19号～1番23号に限る。）

## 進学先中学校
- 金沢市立長町中学校[10]